# Орта-Аул
Орта́-Ау́л (укр. Орта-Аул, крымскотат. Orta Avul, Орта Авул) — исчезнувшее село в Ленинском районе Республики Крым, располагавшееся на юго-востоке района и Керченского полуострова, примерно в 1 км к северу от современного села Яковенково

## История
Первое документальное упоминание села встречается в Камеральном Описании Крыма… 1784 года, судя по которому, в последний период Крымского ханства Арта Эли входил в Дин Керченский кадылык Кефинского каймаканства. Затем, видимо, вследствие эмиграции крымских татар в Турцию, последовавшую вслед за присоединением Крыма к России 8 февраля 1784 года, деревня опустела и на военно-топографической карте генерал-майора Мухина 1817 года деревня Орт аул обозначена пустующей, а на карте 1842 года — развалины деревни Орта-Аул.
В 1860-х годах, после земской реформы Александра II, деревню приписали к Сарайминской волости. Согласно «Списку населённых мест Таврической губернии по сведениям 1864 года», составленному по результатам VIII ревизии 1864 года, Орта-Аул — общинная татарская деревня с 4 дворами и 38 жителями при колодцах. На трёхверстовой карте Шуберта 1865—1876 года опять обозначены развалины деревни Орта-Аул.
Вновь название встречается на верстовой карте Крыма 1896 года, гдеи обозначен хутор Ортаул с 3 дворамиref>Военно-топографическая карта верстовка Восточного Крыма. ЭтоМесто.ru (1896). Дата обращения: 28 мая 2024.</ref>. По «…Памятной книжке Таврической губернии на 1902 год» в экономии Ортаус, входившей в Ново-Александровское сельское общество, числилось 4 жителя, домохозяйств не имеющих. По Статистическому справочнику Таврической губернии. Ч.II-я. Статистический очерк, выпуск пятый Феодосийский уезд, 1915 год, в экономии Ортаул (Кобазева Н. Н.) Сарайминской волости Феодосийского уезда числился 1 двор с русским населением в количестве 2 человек только «посторонних» жителей, из которых 1 мужчина и 1 женщина. В экономии числилось
194 десятины удобной земли. В хозяйстве имелось 10 лошадей, 19 волов и 14 коров. В дальнейшем в доступных источниках не встречается.